# Should’ve Known Better
«Should’ve Known Better» (рус. Должна была знать лучше, Должна была предвидеть это) — песня в исполнении датской певицы Солуны Самай, с которой она представила Данию на конкурсе песни «Евровидение 2012», который прошёл в Баку, Азербайджан. Выпущена отдельным синглом в 2012 году.
Композиция стала победной на фестивале «Dansk Melodi Grand Prix 2012», что позволило её исполнительнице, Солуне Самай, представить свою страну на международном конкурсе песни Евровидение 2012, который проходил в столице Азербайджана Баку.
«Should’ve Known Better» была исполнена в первом полуфинале Евровидения, 22 мая 2012 года, под тринадцатым номером. Кроме Солуны, на сцене были Ihan Haydar (ударные), Barbara Boitumelo Moleko Ærsøe, Jesper Faaborg Jensen, Kewan Padré Hussein и Anja Akselbo. Тогда песня финишировала девятой, набрав 63 балла. Однако в финале выступление прошло менее успешно: Солуна Самай набрала всего 21 балл (столько же набрала и француженка Анггун), и финишировала на 23 месте.
Малоуспешное выступление было болезненно воспринято датскими СМИ. Как бы то ни было, композиция некоторое время занимала максимальную позицию в местных чартах, а одноимённый сингл в конечном счёте стал «золотым» по числу продаж.

## Позиции в чартах
| Чарт (2012)                                 | Наивысшая позиция |
| ------------------------------------------- | ----------------- |
| Австрия (Ö3 Austria Top 40)                 | 51                |
| Дания (Tracklisten)                         | 1                 |
| Бельгия/Фландрия (Ultratip Bubbling Under)  | 69                |
| songid field is MANDATORY FOR GERMAN CHARTS | 51                |
| Ирландия (IRMA)                             | 98                |
| Швейцария (Schweizer Hitparade)             | 67                |